# Hortusplantsoen
Het Hortusplantsoen is een plantsoen en straat in het centrum van Amsterdam. Het plantsoen bevindt zich aan de zuidkant van de Hortus Botanicus, tussen de Nieuwe Herengracht (hoek Weesperstraat) en de Nieuwe Keizersgracht (bij de knik waar de gracht overgaat in de Plantage Muidergracht). In de bij de Nieuwe Herengracht horende Hortustunnel onder de Weesperstraat bevindt zich een ingang van het metrostation Waterlooplein.
Aan het Hortusplantsoen bevindt zich op nummer 4 de zogenaamde Overtuin, een niet voor het publiek toegankelijk deel van de Hortus Botanicus. De Hortusvijver in het plantsoen loopt van de Nieuwe Herengracht naar de Nieuwe Keizersgracht, hoewel het wel afgesloten is voor bootverkeer. De twee bruggen in de vijver zijn beide aangewezen als rijksmonument: een natuurstenen welfbrug met zware gietijzeren leuningen uit 1877 (brug nr. 233) en een ijzeren boogbrug uit 1903. Deze eerste brug wordt gebruikt voor voetverkeer, de tweede leidt naar de Hortus en is afgesloten met een hek.
Vanaf het schooljaar 2015-'16 is de Reinwardt Academie van de Amsterdamse Hogeschool voor de Kunsten gevestigd in het gebouwencomplex Hortusplantsoen 1-3.

## Geschiedenis
Op de plek van het plantsoen liep oorspronkelijk de Muidergracht. Na demping van het noordelijke deel bevond zich er een rooms-katholiek armenkerkhof, het St. Anthoniekerkhof.
Aan Hortusplantsoen 1 was vele jaren een lagere school gevestigd. Hier werkte schrijver en politicus Theo Thijssen van 1899 tot 1905 als onderwijzer en ontmoette daar zijn latere vrouw Jo Zeegerman.
Van 1928 tot 1976 was aan Hortusplantsoen 2 een school voor doven en slechthorenden gevestigd, de J.C. Ammanschool. Hier werkte de latere voetbaltrainer Rinus Michels in de jaren 1950 als gymnastiekleraar. Op 19 april 2007 onthulde de Amsterdamse burgemeester Job Cohen een plaquette bij de Academie ter herinnering aan de Joodse leerlingen van de J.C. Ammanschool die tijdens de Tweede Wereldoorlog werden opgepakt en naar de concentratiekampen gestuurd. In 2010 werd in het plantsoen een Monument voor Joodse dove oorlogsslachtoffers geplaatst met een beeld van Truus Menger-Oversteegen.
De Academie voor Beeldende Vorming van de Amsterdamse Hogeschool voor de Kunsten was sinds 1977 gevestigd aan Hortusplantsoen 2; met ingang van studiejaar 2015 verhuisde deze faculteit naar het voormalige Groot Laboratorium van Shell in Overhoeks in Amsterdam-Noord, samen met de masteropleidingen van de Amsterdamse Theaterschool.
Het Hortusplantsoen stond bekend als verzamelplaats voor drugs- en alcoholverslaafden, dealers en daklozen. In juli 2007 wees de gemeente het plantsoen en omliggende gebied voor drie maanden aan als overlastgebied.

## Afbeeldingen

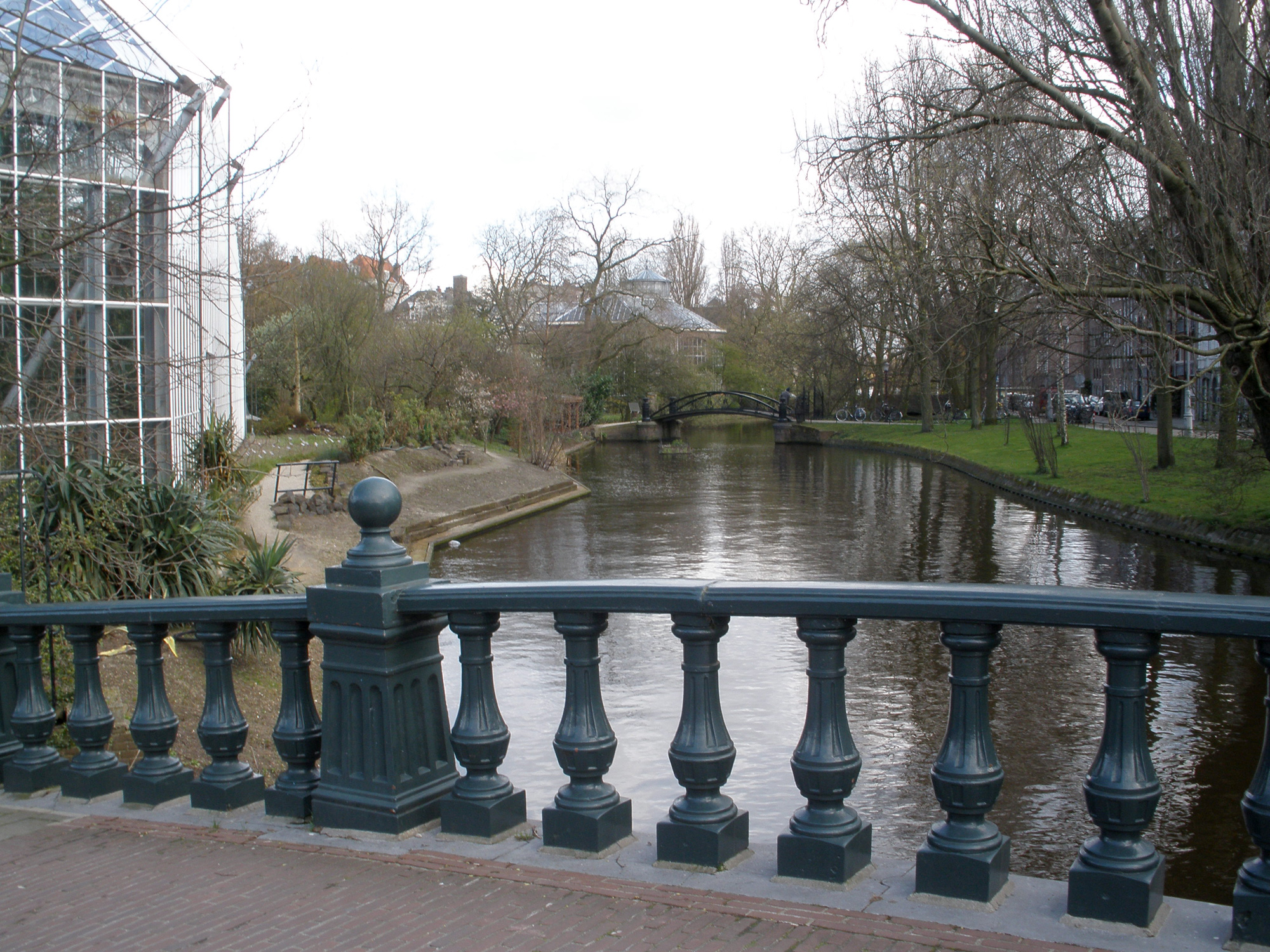
De Hortusvijver gezien vanaf brug 233, met zicht op de Drieklimatenkas van de Hortus Botanicus (links), het plantsoen en de straat Hortusplantsoen (rechts) en brug 232 op de achtergrond.
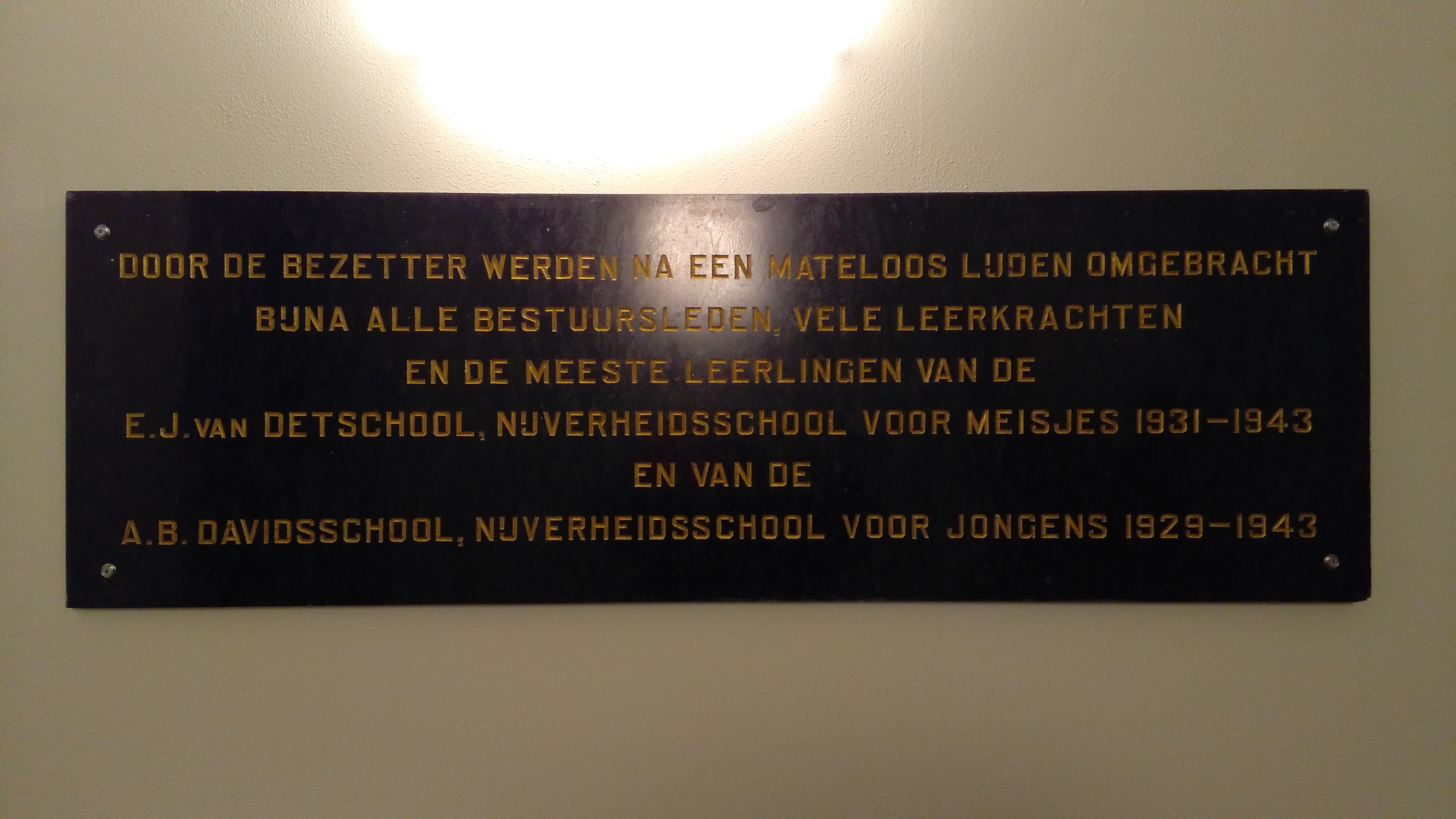
Plaquette in het schoolgebouw op Hortusplantsoen 2.
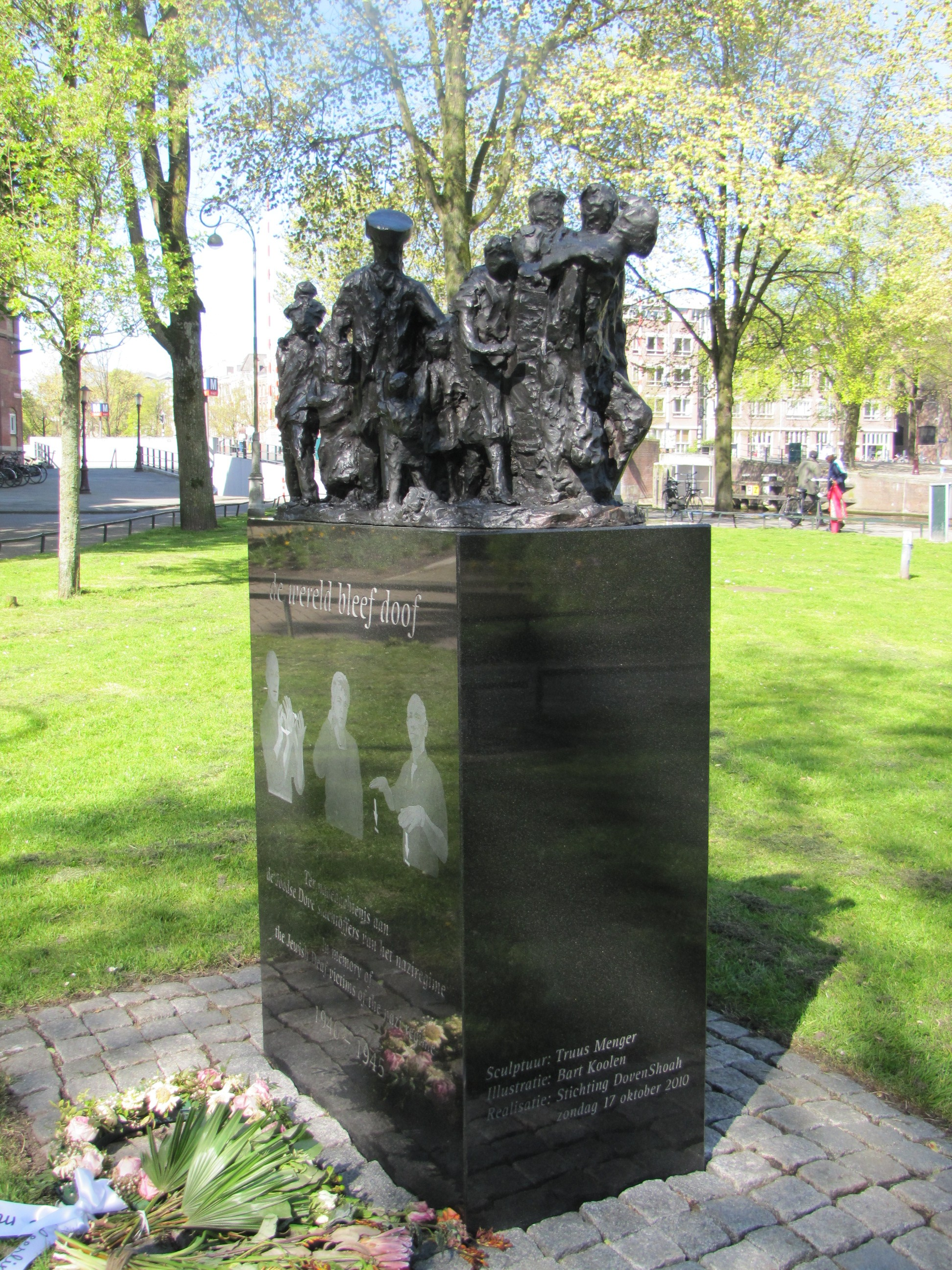
Monument voor Joodse dove Oorlogsslachtoffers.